# 1999 en tennis
| Années du tennis : 1996 - 1997 - 1998 - 1999 - 2000 - 2001 - 2002    |
| Décennies du tennis : 1960 - 1970 - 1980 - 1990 - 2000 - 2010 - 2020 |

Cet article résume les faits marquants de l'année 1999 dans le monde du tennis.

## Décès
- 21 octobre : John Bromwich, 80 ans, joueur australien ayant remporté 19 titres du Grand Chelem (2 en simple, 13 en double messieurs et 4 en double mixte)